# Jean-Cyril Robin

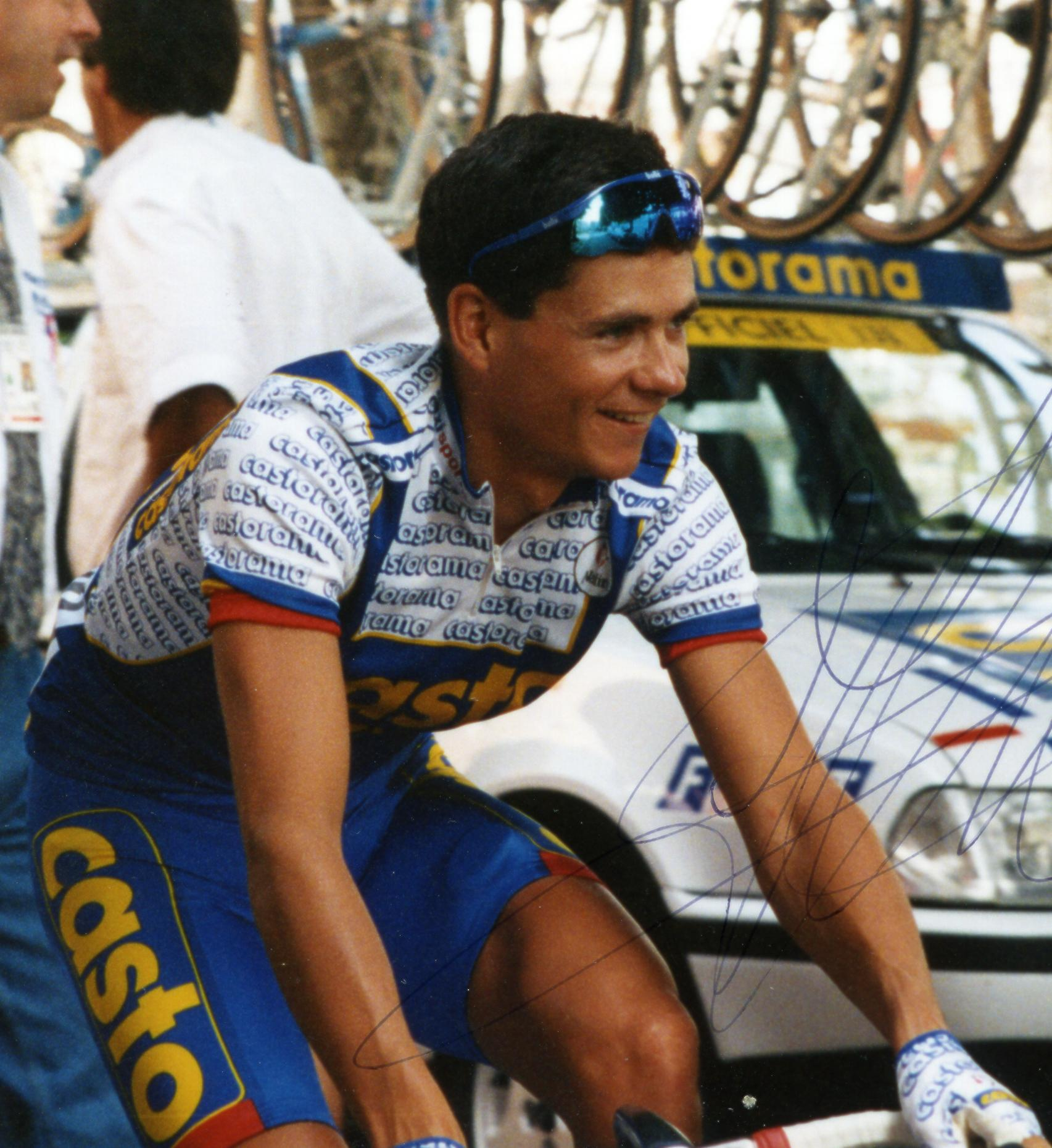
Jean-Cyril Robin bei der Tour de France 1993

Jean-Cyril Robin (* 27. August 1969 in Lannion) ist ein ehemaliger französischer Radrennfahrer.
1987 wurde Jean-Cyril Robin französischer Straßenmeister der Junioren. 1990 gewann er die Boucles de la Mayenne.
1991 wurde Robin Profi. 1992 gewann er den Grand Prix de Rennes, im selben Jahr die Coupe de France, die Gesamtwertung mehrerer Eintagesrennen. 1996 wurde er Neunter des Giro d’Italia und wurde Fünfter der Gesamtwertung der Tour DuPont in den USA. Bei den UCI-Straßen-Weltmeisterschaften 1999 in Verona belegte er Platz drei hinter Óscar Freire und Markus Zberg.
In 13 Profi-Jahren startete Robin elfmal bei der Tour de France. Seine beste Platzierung war ein sechster Rang 1998.